# Jan Słomski
Jan Wojciech Słomski (ur. 11 października 1924 w Olkuszu, zm. 25 sierpnia 2014 w Częstochowie) – polski lekarz i działacz polityczny, poseł na Sejm PRL VII (1976–1980) i VIII kadencji (1980–1985). 

## Życiorys
Syn Władysława i Tekli. Po ukończeniu studiów z dziedziny wychowania fizycznego na Uniwersytecie Jagiellońskim kształcił się na Wydziale Lekarskim Akademii Medycznej w Lublinie. Po odsłużeniu służby w Wojsku Polskim w 1957 zatrudniony jako lekarz w Poradni Przeciwgruźliczej, a później dyrektor Działu Stacji Krwiodawstwa w Wałbrzychu. W 1959 został mianowany dyrektorem Stacji Krwiodawstwa w Częstochowie, był również kierownikiem Poradni Sportowo-Lekarskiej. 
W 1966 przystąpił do Stronnictwa Demokratycznego; w latach 70. został przewodniczącym zarówno Miejskiego, jak i przewodniczącym Wojewódzkiego Komitetu SD w Częstochowie. Od 1972 do 1976 zasiadał w Miejskiej Radzie Narodowej w Częstochowie, a w latach 1976–1980 w Wojewódzkiej Radzie Narodowej (był m.in. jej wiceprzewodniczącym). 
W 1976 uzyskał mandat posła na Sejm z okręgu Częstochowa. Był członkiem Komisji: Zdrowia i Kultury Fizycznej oraz Przemysłu Ciężkiego, Maszynowego i Hutnictwa. W 1980 ponownie znalazł się w Sejmie jako przedstawiciel tego samego okręgu. Zasiadał w Komisjach: Obrony Narodowej, Zdrowia i Kultury Fizycznej (później: Polityki Społecznej, Zdrowia i Kultury Fizycznej). 
Uhonorowany m.in. Krzyżem Kawalerskim i Oficerskim Orderu Odrodzenia Polski, Medalem 30-lecia Polski Ludowej, Złotym Krzyżem Zasługi oraz Medalem „Za zasługi dla obronności kraju”.
Pochowany na Cmentarzu Kule w Częstochowie.